# بيل ريتشي
بيل ريتشي هو سياسي كندي، ولد في 25 فبراير 1927 في غلاسكو في المملكة المتحدة، وتوفي في 7 فبراير 2014 في كولومبيا البريطانية في كندا. نشط حزبياً في British Columbia Social Credit Party ‏.